# Nijmegeni béke

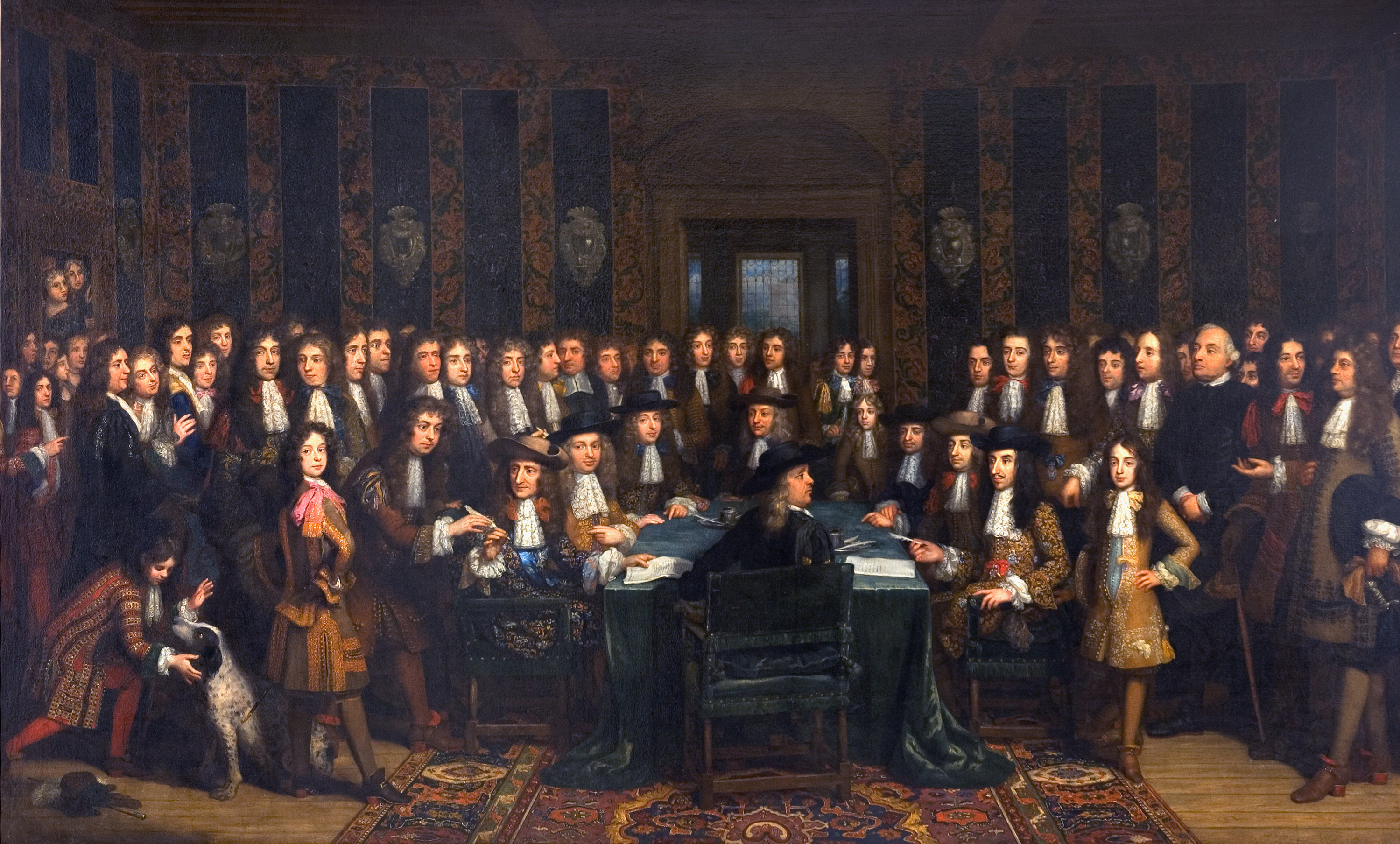
A nijmegeni béketárgyalások résztvevői (Henri Gascard festménye)

A nijmegeni békeszerződés tulajdonképpen több egymáshoz kapcsolódó szerződés sorozata, amelyeket 1678–1679-ben kötöttek a kelet-németalföldi Nijmegen városában. A nijmegeni szerződések lezárták a francia–holland háborút (1672–1678). A szűkebb értelemben vett nijmegeni békeszerződést 1678. augusztus 10-én a két fő hadviselő fél, Holland Egyesült Tartományok és Francia Királyság írta alá, hosszabb tárgyalás-sorozatot követően. A többi hadviselő állam – Spanyolország, Svédország, a Német-római Birodalom és a Münsteri Püspökség – külön bilaterális szerződésekben csatlakozott a francia–holland megállapodáshoz. (Az egyezményt néha nimwegeni szerződésnek is nevezik, Nijmegen város német neve alapján.)

## Előzmények
A francia–holland háború során XIV. Lajos francia király elfoglalták Németalföld nagy részét, tönkreverték a holland haderőt és súlyos vereségeket mértek szövetségeseire, a spanyol és a német-római császári haderőre is.
A fő hadszíntér mellett több más állam is kétoldalú háborúkba bonyolódott. Hollandia korábbi szövetségese, Anglia, kihasználva Hollandia megtámadtatását, belekezdett a harmadik angol–holland tengeri háborúba (1672–1674), de az elszenvedett vereségek hatására kivált a háborúból. A protestáns német fejedelemségek egy része Franciaország szövetségében vett részt a háborúban. Beavatkozott Svédország és Dánia is. (Lásd: svéd–brandenburgi háború, 1674–1679). A Habsburg Birodalom hátában, a Magyar Királyságban és Erdélyben francia és lengyel támogatással kuruc felkelések bontakoztak ki. Győzelmei nyomán 1678-ra XIV. Lajos olyan előnyös helyzetbe került, hogy szinte maga diktálhatta a békefeltételeket.

## A szerződések rendszere
Az 1678–1679-es nijmegeni békemegállapodások alapján lezárult a hat éven át tartó francia–holland háború, és több, ehhez kapcsolódva kirobbant helyi háború is. Nijmegenben az alábbi szerződések köttettek meg:
- 1678. augusztus 10. – a „fő” békeszerződés Franciaország és a Holland Egyesült Tartományok között. Svédország nem szerepelt e szerződés aláírói között, de az egyik paragrafus semleges politikára kötelezte Hollandiát a vele 1675 óta hadban álló Svédországgal szemben.
- 1678. szeptember 17. – békeszerződés Franciaország és Spanyolország között.
- 1679. február 5. (a Julián naptár szerint január 26.) – két békeszerződés: az egyik Franciaország és a Német-római Birodalom között, a másik Svédország és a Német-római Birodalom között.
- 1679. március 19. – békeszerződés Svédország és Münsteri Püspökség (Hochstift Münster) között. A szerződés előírta a dán királyi hadseregben szolgáló münsteri katonák visszahívását is.
- 1679. október 2. – békeszerződés Svédország és a Holland Egyesült Tartományok között.

## Franciaország által tett engedmények
XIV. Lajos visszaadott néhány, idegen földön fekvő enklávét:
- A dél-hollandiai Maastricht városát, valamint a mai Délkelet-Franciaországban, a Rhône bal partján, Avignontól északra fekvő Orániai Hercegséget (Principauté d’Orange), amelyet a francia hadsereg 1672 óta tartott megszállva, XIV. Lajos visszaadta Orániai Vilmos helytartónak (a későbbi III. Vilmos angol királynak).
- Eltörölték az Egyesült Holland Tartományokat sújtó, 1667-ben bevezetett francia kereskedelmi vámtarifát, és a francia kincstár öröklési előjogát is az utód nélkül elhunyt külföldi alattvalók vagyonára (franciául: droit d'aubaine, latinul: ius albinagii).
- Több elfoglalt németalföldi erődítményt, így az hainaut-i Charleroi-t, Binche-et és Aat-ot (Ath), valamint a flandriai Oudenaarde-ot (Audenarde) és Kortrijkot (Courtrai) Franciaország visszaadta Spanyolországnak.

## Franciaország területi nyereségei
Spanyolország, a háború nagy vesztese átengedte Franciaországnak:
- a stratégiailag fontos Franche-Comté tartományt Franciaország keleti határai mentén,
- több, a franciák által elfoglalt erődítményt, így a flandriai Kasselt (Cassel), Bailleul-t (Belle), Ieper-t (Ypres), Werviket (Wervicq) és Warnetont, valamint a Hainaut-i grófságban fekvő Cambrai-t, Bouchain-t, Condé-sur-l’Escaut-t, Bavay-t és Valenciennes-t.

## A szerződés rendelkezései és következményei
Franciaország kiegyenesítette északi (flandriai) határait, megszűntek a királyság területébe beékelődő idegen enklávék. Az 1678. szeptember 17-i francia–spanyol szerződés szerint XIV. Lajos megkapta az egész Franche-Comtét. A stratégiai helyzetű tartomány megszerzésével Franciaország közvetlen összeköttetésbe került Felső-Elzásszal. A spanyolok a németalföldi határövezeteken kívül a Burgundiai Szabad Grófságról is lemondtak. A nijmegeni egyezmény érvénytelenítette és újra szabályozta az előző spanyol–francia ún. devolúciós háborút lezáró 1668-as aacheni békeszerződés több pontját is.
Holland Egyesült Tartományok semlegességre kötelezték magukat Franciaországgal és Svédországgal szemben. Cserébe Franciaország kiürítette a megszállt holland területeket (az ország területének déli felét).
A fő békeszerződéshez kapcsolódva 1679. február 5-én XIV. Lajos és I. Lipót császár aláírták a francia-német békemegállapodást. Ez megalázó feltételeket tartalmazott a Német-római Birodalomra nézve. Franciaország megtartotta a Rajna jobb partján fekvő Freiburg im Breisgau (Fribourg-en-Brisgau) birodalmi várost, ezen túlmenően Lipót császárnak utólag el kellett ismernie az 1648-as vesztfáliai békeszerződés érvényességét is. A császárnak le kellett mondania Elzászról, Lotaringiáról, a Bouilloni Hercegségről. XIV. Lajos nagylelkűen Lipótra bízta a döntést, hogy Philippsburg erődjét vagy a Freiburgi Grófságot választja-e. Lipót a fontos határerődöt választotta, ezért le kellett mondania a Rajna keleti (jobb) partján, birodalmi területen fekvő nagyvárosról, Freiburg im Breisgau-ról, és vele Lehenről, Betzenhausenről (ma mindkettő Freiburg im Breisgau része), Kirchzartenről és Kehl erődített városáról is. A megalázó veszteségekről szóló híreket hallva a német alattvalók a „Frieden von Nimmweg” gúnynevet adták az egyezménynek. A nehezen fordítható szójáték Nijmegen német nevéhez (Nimwegen) a „végy el mindent” kifejezést társította.
Lotaringia jogszerű uralkodója, a császári szolgálatban harcoló V. Károly címzetes herceg visszautasította a szerződés reá nézve sérelmes és megalázó rendelkezéseit. A franciák által megszállt hercegségnek csak egy részét kapta volna vissza, Nancy városa nélkül, emellett el kellett volna fogadnia, hogy a franciák szabadon használhassanak négy nagy átvonuló útvonalat a Lotaringiai Hercegségen keresztül. Az elutasítás következtében XIV. Lajos továbbra is megszállva tartotta a hercegséget, és bekebelezte a Lotaringiához tartozó Longwy erődített várost. (Lotaringiai Károly ennek következtében haláláig, 1690-ig császári szolgálatban harcolt. Lotaringiát csak húsz év múlva, 1698-ban a fia, I. Lipót herceg kaphatta vissza, az augsburgi liga háborúját lezáró ryswicki békeszerződés alapján).
A nijmegeni békeszerződés nyomán végleg megszűnt a Decapolis (németül: Zehnstädtebund), a tíz elzászi szabad birodalmi város 1354 óta fennálló szövetsége, amely viszonylagos autonómiát biztosított Elzásznak. A harmincéves háború meggyengítette és szétzilálta a Decapolis szövetségét, a vesztfáliai békeszerződésben XIV. Lajos legtöbbjüket bekebelezte. Egyedül a Mülhauseni Köztársaság (Stadtrepublik Mülhausen, ma Mulhouse) őrizte még függetlenségét, de az is fokozatosan Franciaország érdekkörébe került.

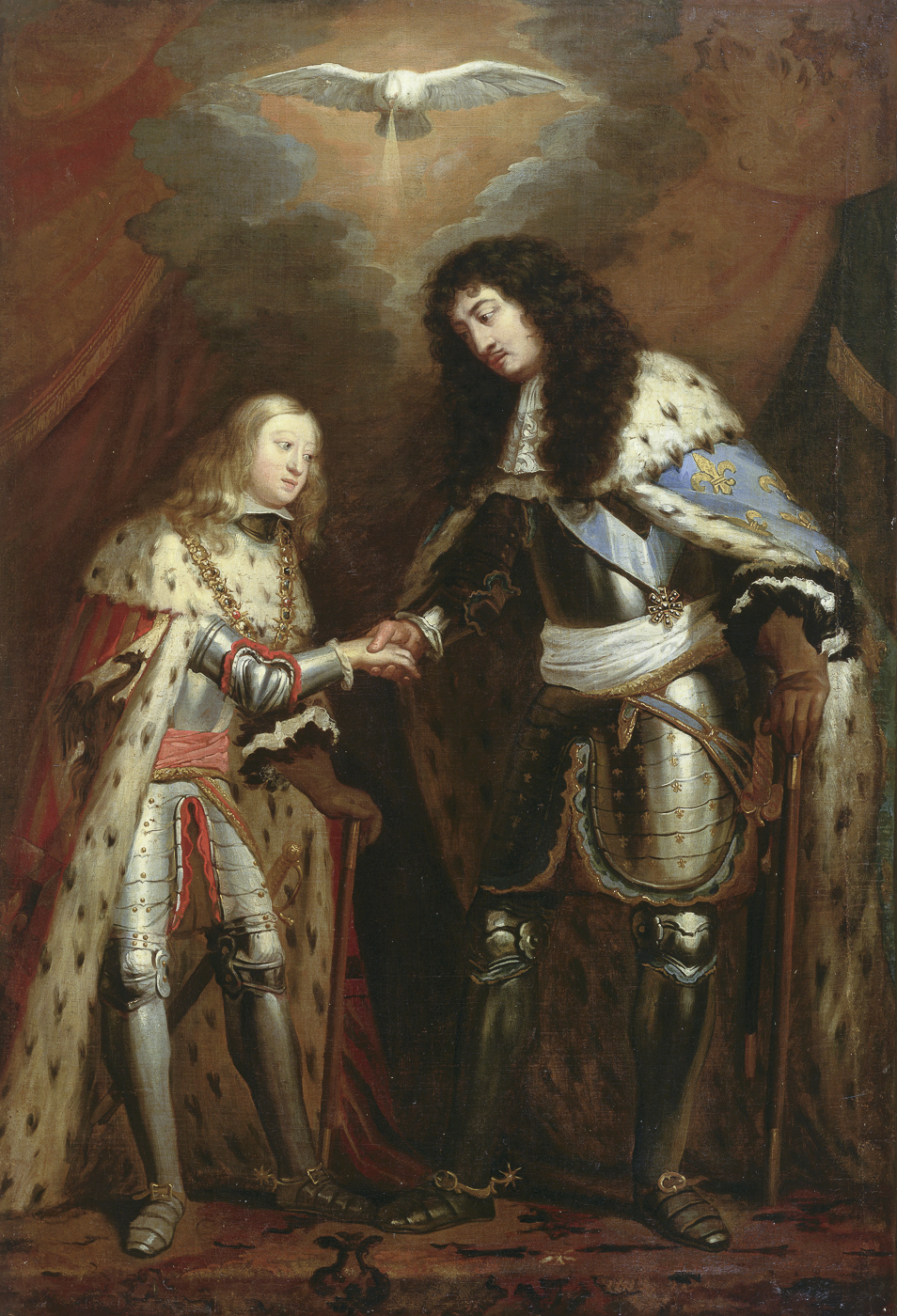
Korabeli dicsőítő festmény: XIV. Lajos békét nyújt II. Károly spanyol királynak.

A háború nagy győztese Franciaország lett, Európa domináns nagyhatalmává vált. A hazatérő XIV. Lajos király ekkor kapta egyik melléknevét: Louis le Grand („Nagy Lajos”). Párizs centrumában Mansart királyi főépítész kialakította a Győzelmek terét (Place des Victoires), közepén XIV. Lajos király lovasszobrával, a nijmegeni dicsőség méltatására. (Az eredeti szobrot 1792-ben, a francia forradalom idején ledöntötték, a mai szobrot 1828-ban, a Bourbon-restauráció alatt állították fel).
Az észak-európai hadszíntéren egy ideig még tovább folyt a svéd–brandenburgi háború. 1678–79 telén Frigyes Vilmos választófejedelem egész országából kiszorította a betört svéd csapatokat. A Münsteri Püspökség csapatai Dánia szövetségében hadba léptek Svédország ellen. De Svédország hatalmas szövetségese, XIV. Lajos nyomására Frigyes Vilmost elhagyták szövetségesei, Hollandia és Ausztria. A münsteri csapatokat visszavonták, Dánia kiürítette a megszállt dél-svédországi területeket. Frigyes Vilmos 1679. június 29-én kénytelen volt aláírni a saint-germaini békeszerződést, és visszaadni a Svédországtól elhódított összes területet (1679 novemberében). Köteleznie kellett magát, hogy a birodalmi császárválasztó gyűlésben XIV. Lajos jelöltjét fogja támogatni. Cserébe XIV. Lajos 100 000 livre évjáradékot nyújtott neki. A francia király döntő politikai súlyt szerzett az akkori Európa nagyhatalmi rendszerében, és beleszólhatott a Német-római Birodalom belső ügyeibe is.

## Távolabbi következmények
XIV. Lajos azonban nemcsak a neki ítélt városokra tartott igényt, hanem a hozzájuk tartozó függelék-területekre (dépendences) is. Röviddel a nijmegeni békeszerződések aláírását követően Lajos utasítást adott az újraegyesítési kamarák (chambres de réunions) megszervezésére. E bírói testületek feladatául azt szabta, hogy jogi érvekkel támasszák alá a francia király jogigényének kiterjesztését a Spanyol Birodalomtól megszerzett városokhoz tartozó további területekre. Az „egyesítési jogigény” alapján a francia haderő már 1680-tól megkezdte e területek megszállását, emiatt már 1683-ban kitört a következő francia–spanyol háború (1683–1684).